# Сизьма (село)
Си́зьма — село на северо-востоке Шекснинского района Вологодской области, входит в Сиземское сельское поселение.
C 1 января 2006 года до 8 апреля 2009 года Сизьма являлась центром Сиземского сельского поселения. С точки зрения административно-территориального деления — центр Сиземского сельсовета.
Расстояние до районного центра Шексны по автодороге — 32 км, до центра муниципального образования Чаромского по прямой — 10 км. Ближайшие населённые пункты — Поляна, Марьино, Зверинец, Дубки.
По переписи 2002 года население — 233 человека (101 мужчина, 132 женщины). Всё население — русские.

## Достопримечательности
Церковь Николая Чудотворца.
В селе работают музеи: истории с. Сизьма, крестьянского быта, музей пива, музей хлеба и музей льна.

### Церковь Николая Чудотворца
Церковь Николая Чудотворца построена в 1867—1873 годах. Среди святыней храма имеются части каменного креста, по легенде приплывшего по реке против течения, и самообновляющаяся икона Казанской Богоматери.
В 1937 году церковь была закрыта, затем в ней находился зерносклад, а с начала 1960-х до конца 1980-х — сельский клуб. После по инициативе жителей началось восстановление храма. На данный момент церковь действующая.